# 小行星9896
小行星9896（英語：9896）是一颗围绕太阳公转的小行星。1996年1月22日，Lincoln Laboratory ETS在索科罗发现了此天体。
这颗小行星的绝对星等为95.72340339812851等。